# Стэндинг, Джон
Сэр Джон Рональд Леон Стэндинг (англ. Sir John Ronald Leon Standing), 4-й баронет (род. 16 августа 1934) — английский актёр.

## Биография
Родился в городе Лондоне, Великобритания. Имя при рождении — Джон Рональд Леон (англ. John Ronald Leon). Сын актрисы Кей Хаммонд (псевдоним, настоящее имя — Дороти Кэтрин Стэндинг (англ. Dorothy Katherine Standing)) и Сэра Рональда Джорджа Леона (англ. Ronald George Leon), профессионального брокера. 
Происходит из знаменитой актерской династии, включая его прадедушку Герберта Стэндинга (англ. Herbert Standing (1846—1923)) и дедушку Гая Стэндинга (1873—1937). Обучался в Итонском колледже и в Милфилдской школе, в Сомерсете. После обучения служил в Королевском стрелковом корпусе, в звании второго лейтенанта, после чего поступил в Центральный Колледж искусства и дизайна им. Святого Мартина, в Лондоне.
В 1961 году женился на Джил Мелфорд (англ. Jill Melford), впоследствии у них родился сын. В 1964 году унаследовал титул баронета от своего отца, но не использовал его. В 1972 году развелся. Повторно женился в 1984 на Саре Кейт Форбс (англ. Sarah Kate Forbes), дочери режиссёра Брайана Форбса и актрисы Нанетты Ньюман, сестры телеведущей Эммы Форбс. В этом браке у них родились трое детей.

## Творчество
Стэндинг продуктивно работал как на лондонской, так и на нью-йоркской театральной сцене, участвуя в таких пьесах как Как важно быть серьёзным Оскара Уайльда, Кольцо вокруг Луны, адаптации Приглашения в замок Жана Ануя, пьесе A Sense of Detachment Джона Осборна и комедии Ноэла Кауарда Частные жизни, в которой он принимал участие вместе с популярной актрисой Мэгги Смит.
Дебютировал в кинематографе в фильме 1962 года Дикие и жаждущие, впоследствии снимался в фильмах Король-Крыса (1965), Психопат (1966), Орёл приземлился (1976), Человек-слон (1980), Ночной полёт (1987, снят по короткому рассказу Джорджа Мартина), Миссис Дэллоуэй (1997) и Хорошая женщина (2004) и многих других.
Одной из первых серьезных телеролей, которую сыграл Джон, была роль графа Сидни Годольфина в 12-серийном сериале BBC, The First Churchills (1969). Другие телевизионные постановки включают себя Жестянщик, портной, солдат, шпион (1979); ситкоме телеканала ITV The Other 'Arf (1980-84); The Choir (1995) и в телефильме Копи царя Соломона (2004). В США, Стэндинг часто появлялся в таких телесериалах как Закон Лос-Анджелеса, Гражданские войны и Она написала убийство. Короткое время участвовал в сериале Лайм-стрит (1985) вместе с Робертом Вагнером и Самантой Смит.
В июле 2010 было подтверждено, что Джон сыграет персонажа по имени Джон Аррен в телесериале HBO Игра престолов, экранизации серии романов Песнь Льда и Огня Джорджа Мартина.

## Интересные факты
До 1937 года семья Леонов владела особняком Блетчли-парк в графстве Бакингемшир, который стал известным во время Второй мировой войны как криптографический центр по взлому военного кода немецких шифровальных машин Энигма.

## Избранная фильмография
| Год       |   | Русское название                   | Оригинальное название        | Роль                                                           |
| --------- | - | ---------------------------------- | ---------------------------- | -------------------------------------------------------------- |
| 2023      | ф | Великий беглец                     | The Great Escaper            | Артур Говард-Джонсон                                           |
| 2007      | ф | Вне закона                         | Outlaw                       | Капитан Марделл (Captain Mardell)                              |
| 2007      | ф | Я хочу конфетку                    | I Want Candy                 | Майкл де Вер (Michael de Vere)                                 |
| 2005      | ф | Лесси                              | Lassie                       | Француз (French)                                               |
| 2005      | ф | V — значит вендетта                | V for Vendetta               | Епископ Лиллиман                                               |
| 2004      | ф | Хорошая женщина                    | A Good Woman                 | Домби                                                          |
| 2002      | ф | Настоящая Джейн Остин              | The Real Jane Austen         | Джордж Остин, отец Джейн                                       |
| 2002      | ф | Посланник королевы                 | Queen's Messenger            | Министр иностранных дел (Foreign Secretary)                    |
| 1999      | ф | Аферист                            | Rogue Trader                 | Питер Бэринг (Peter Baring)                                    |
| 1999      | ф | Восемь с половиной женщин          | 8½ Women                     | Филип Эмменталь                                                |
| 1999      | ф | Безумные коровы                    | Mad Cows                     | Политик (Politician)                                           |
| 1997      | ф | Миссис Даллоуэй                    | Mrs Dalloway                 | Ричард Дэллоуэй (Richard Dalloway)                             |
| 1997      | ф | Человек, который знал слишком мало | The Man Who Knew Too Little  | Гилберт Эмблтон (Gilbert Embleton)                             |
| 1997      | ф | Женщина в белом                    | The Woman in White           | доктор Кидсон                                                  |
| 1992      | ф | Чаплин                             | Chaplin                      | Чаплин Батлер (Chaplin Butler)                                 |
| 1987      | ф | Ночной полёт                       | Nightflyers                  | Майкл Д'Бранин (Michael D'Brannin)                             |
| 1984      | ф |                                    | Young Visitors               | Принц Уэльский                                                 |
| 1980      | ф | Морские волки                      | The Sea Wolves               | Финли (Finley)                                                 |
| 1980      | ф | Человек-слон                       | The Elephant Man             | Фокс (Fox)                                                     |
| 1979      | ф | Психованные                        | The Legacy                   | Джейсон                                                        |
| 1978      | ф | Класс мисс МакМичел                | The Class of Miss MacMichael | Чарльз Фэрбразер (Charles Fairbrother)                         |
| 1976      | ф | Орёл приземлился                   | The Eagle Has Landed         | Отец Верекер (Father Verecker)                                 |
| 1971      | ф |                                    | All the Right Noises         | Берни (Bernie)                                                 |
| 1969      | ф | Прикосновение любви                | A Touch of Love              | Роджер Хендерсон (Roger Henderson)                             |
| 1967      | ф | Сад пыток                          | Torture Garden               | Лео Уинстон (Leo Winston)                                      |
| 1966      | ф | Иди, а не беги                     | Walk Don't Run               | Юлиус Д. Хейверсак (Julius D. Haversack)                       |
| 1966      | ф | Психопат                           | The Psychopath               | Марк фон Штурм (Mark Von Sturm)                                |
| 1962      | ф |                                    | A Pair of Briefs             | Хуберт Шеннон (Hubert Shannon)                                 |
| 1962      | ф |                                    | The Iron Maiden              | Хамфри Гор-Браун (Humphrey Gore-Brown)                         |
| 2011      | с | Игра престолов                     | Game of Thrones              | Покойный Лорд Джон Аррен                                       |
| 2004—2009 | с | Убийства в Мидсомере               | Midsomer Murders             | Чарльз Руст (Charles Rust)                                     |
| 2000—2000 | с | Полиция Нью-Йорка                  | NYPD Blue                    | Джимми Четам (Jimmy Cheatham)                                  |
| 1997      | с |                                    | A Dance to the Music of Time | Николас Дженкинс (Nicholas Jenkins)                            |
| 1984—1996 | с | Она написала убийство              | Murder She Wrote             | Констебль Артур (Arthur Constable)                             |
| 1990—1990 | с | Закон Лос-Анджелеса                | L.A. Law                     | Найджел Моррис (Nigel Morris)                                  |
| 1979      | с | Жестянщик, портной, солдат, шпион  | Tinker, Tailor, Soldier, Spy | Сэм Коллинз (Sam Collins)                                      |
| 1977—1977 | с |                                    | Van der Valk                 | Эрлих (Ehrlich)                                                |
| 1976—1976 | с | Космос: 1999                       | Space: 1999                  | Pasc                                                           |
| 1969—1969 | с |                                    | The First Churchills         | Граф Сидни Годольфин (Sidney Godolphin, 1st Earl of Godolphin) |
| 1965—1965 | с |                                    | Danger Man                   | Джеймс (James)                                                 |
| 1963—1963 | с | Святой                             | The Saint                    | Жандарм                                                        |
| 1963—1963 | с | Мстители                           | The Avengers                 | Тед Ист (Ted East)                                             |